# 生態現代化
生態現代化（德語：Ökologische Modernisierung），是一門環境改革的社會科學。

## 發展
1980年代初，一群柏林自由大学學者發表「生態現代化」，其中代表學者如約瑟夫·胡貝爾、馬丁和烏五·西蒙尼斯。

## 內容
生態現代化涉及到經濟增長和工業發展的關係，在此基礎上，它開確地指出自身利益與經濟和生態有著不可或缺的關係，即生產使用自然資源和環境（包括空氣，水，土壤，生態系統），可以是未來經濟增長的來源與發展的勞動力和生產力。生態現代化加快了多項環保技術，包括增加能源和資源效率，產品和工藝創新，環境管理和可持續供應鏈管理，清潔技術（英語：Clean Technology），有害物質替代品等等。這些領域，不僅可以減少對資源的消耗和廢料的排放量，而且還改善了工業技術的質量和結構。人類與自然能共同進化，提升環境的承載能力，生態現代化為人類帶來積極作用。
生態現代化的重要概念包含多樣不同的鄰近功能和重疊方法。其中最重要的是
- 可持續發展
- 工業新陳代謝（英語：Industrial Metabolism）[1][2]
- 工業生態學[3]

### 註腳
1. ↑  Ayres, R. U. . . Washington, DC: National Academies of Sciences. 1994: 23-37.
2. ↑  Ayres, R. U.; Simonis, U. E. . Tokyo: UN University Press. 1994.
3. ↑  Socolow, R. H.; Global Change Institute, OIES. . Cambridge University Press. 1994. ISBN 0521471974.